# Partido del Trabajo de Colombia (moirista)
El Partido del Trabajo de Colombia (PTC), es un partido político colombiano de orientación marxista. Fundado en Medellín en 14 de septiembre de 1969 por militantes maoístas del extinto Movimiento Obrero Estudiantil y Campesino (MOEC). Se caracteriza entre todos los movimientos similares de la época, en ser de los únicos en rechazar los llamamientos a la lucha armada y en proponer la lucha política electoral. Hasta el 2010 el movimiento fue parte del Polo Democrático Alternativo y desde 2013 hasta 2020 de la Alianza Verde. En 2021 fue uno de los movimiento fundadores de la coalición Pacto Histórico.
Desde 1969 y hasta 1999 al PTC se le conoció públicamente como Movimiento Obrero Independiente y Revolucionario (MOIR). Sin embargo, a partir de 1999 el PTC se constituye como una organización aparte y diferente del actual MOIR.
El primer Secretario General del Partido fue su fundador Francisco Mosquera, hasta su muerte en 1994. Tras un periodo de la lucha interna, en 1999 el PTC se diferencia del actual MOIR, con Marcelo Torres como Secretario General. El actual Secretario General encargado es el exconcejal de Bogotá Yezid García Abello.
La base social del partido se encuentra en el movimiento sindical. Su fuerza sindical confluye en la Central Unitaria de Trabajadores (CUT), en esta organización forman parte del "sector democrático".
La organización juvenil del partido se denomina Juventud Patriótica-PTC, que reúne jóvenes de colegios, universidades y barriadas populares. El órgano de difusión del partido es el periódico La Bagatela.

## Historia

### Fundación y primeros años
El PTC surge en el MOIR, del cual Mosquera también fue fundador. Mientras que el MOIR en un primer momento se promovía como una organización de masas, el Partido del Trabajo de Colombia era el nombre político del MOIR. En las elecciones de 1974 el MOIR se presentó bajo el nombre Partido del Trabajo de Colombia. Con el pasar del tiempo, el nombre PTC fue dejado de lado, y se utilizó únicamente MOIR para designar al movimiento tanto social como político. 
Entre 1969 y 1994 Francisco Mosquera ejerce como Secretario General y líder del partido.
Entre 1994 y 1998, Marcelo Torres como Senador del partido junto con Jorge Santos, también Senador del partido, inician los debates contra los "neocoloniales" tratados de libre comercio promovidos por Estados Unidos. Igualmente denuncian la intromisión del gobierno norteamericano en la política del Estado durante la crisis del gobierno de Ernesto Samper. En uno de los debates dentro del Congreso de la República, el senador Jorge Santos prendió fuego a una bandera de los EE. UU.

### Diferenciación del MOIR
En las elecciones de 1998, Marcelo Torres sostuvo que el objetivo principal de las fuerzas revolucionarias era oponerse a la intervención estadounidense en Colombia, encarnado en el candidato Andrés Pastrana. Sin embargo, una facción liderada por Héctor Valencia, Gustavo Triana y Jorge Enrique Robledo impuso la línea de la abstención, oponiéndose tanto a Pastrana como a su opositor, el liberal Horacio Serpa. Adicionalmente, se impuso la presentación de dos listas al Senado para las elecciones al Senado, una encabezada por Marcelo Torres y Jorge Santos, y otra adicional encabezada por Robledo.
Ninguna de las listas resultó electa, perdiéndose el escaño al senado por muy pocos votos, por haberse presentado dos listas. Por esto, y por aducirse el cierre de los espacios democráticos dentro del partido, la corriente liderada por Marcelo Torres decide romper definitivamente con la dirección del MOIR.
A partir de 1998 Marcelo Torres junto a Yezid García Abello organizan el PTC, como una organización aparte y diferente del MOIR.

### Actualidad y alianzas políticas
El PTC fue uno de los promotores de la candidatura presidencial de Gustavo Petro en el 2010 y en el 2018. Para las elecciones locales de octubre de 2011, el partido impulsó a Gustavo Petro como candidato a la alcaldía de Bogotá, siendo este electo para el periodo 2012-2015. Mientras tanto, Marcelo Torres fue electo ese mismo año a la Alcaldía de Magangué, una ciudad intermedia en el corazón de un territorio dominado por el paramilitarismo y Yezid García Abello fue electo concejal de Bogotá, ejerciendo como vocero de la bancada progresista.
El PTC fue parte del Polo Democrático Alternativo (PDA), hasta finales del 2010. Fue cofundador del Movimiento Progresistas y como tal, se integró en 2013 a la Alianza Verde, de la que hizo parte hasta finales del 2020. No obstante en regiones como Antioquia, la salida de Alianza Verde se produjo antes, en 2019.  
Actualmente el PTC promueve una política de frente amplio antifascista para encarar las elecciones del Congreso de la República y las elecciones de 2022. Forma parte del Pacto Histórico junto con otros líderes como Gustavo Petro. 

## Planteamientos
En general, el PTC participa de las luchas contra el fascismo y el neoliberalismo en diferentes escenarios, entre ellos, el movimiento sindical, donde promueve afiliación sindical, la organización en sindicatos por rama, el internacionalismo y la afiliación a la Central Sindical Internacional. Igualmente apoya y promueve las luchas contra las privatizaciones, contra los recortes, contra los impuestos regresivos, y en favor de la educación pública, del derecho a la salud, de la protección del medio ambiente y los animales, de la igualdad de género y los derechos de minorías y poblaciones vulnerables.
El PTC es partidario de la salida política negociada al conflicto armado, en ese sentido, respalda los acuerdos de La Habana entre las FARC y el Estado colombiano, y aboga por su implementación. 
El Partido rechaza los métodos terroristas, y propugna una lucha civilista, democrática y unitaria del pueblo colombiano. A nivel internacional llama a la unidad de los partidos, organizaciones y fuerzas revolucionarias, democráticas y progresistas de toda índole, en la resistencia de los pueblos contra el neoliberalismo y el hegemonismo imperialista norteamericano.